# Keith Ashfield
Pour les articles homonymes, voir Ashfield.
Keith Ashfield, né le 28 mars 1952 à Fredericton (Nouveau-Brunswick) et mort dans la même ville le 22 avril 2018, est un homme politique canadien, membre du Parti conservateur du Canada.

## Biographie
Député provincial à l'Assemblée législative du Nouveau-Brunswick entre 1999 et 2008 après avoir déjà été candidat entre 1991, Keith Ashfield y représente la circonscription de New Maryland puis de New Maryland—Sunbury-Ouest à partir de 2006. Il est vice-président du Parlement de 1999 à 2003, et devient ministre provincial des Ressources naturelles et de l'Énergie à cette date. Il quitte ses fonctions ministérielles en 2006, son parti repassant dans l'opposition parlementaire.
Député fédéral de la circonscription de Fredericton de 2008 à 2015, il est ministre des Pêches, des Océans et de la Garde côtière canadienne dans le cabinet de Stephen Harper entre 2011 et 2013. Ayant subi une crise cardiaque en octobre 2012, il est remplacé quelques mois plus tard par Gail Shea. Lors des élections générales de 2015, il est défait par le libéral Matt DeCourcey.